# Nikogda
Nikogda (russisk: Никогда) er en sovjetisk spillefilm fra 1962 af Vladimir Djatjenko og Pjotr Todorovskij.

## Medvirkende
- Jevgenij Jevstignejev som Aleksandr Aleksin
- Pjotr Gorin som Fjodor Sjanko
- Ninel Mysjkova som Irina
- Jvgenij Grigorjev som Garpisjjenko
- Stanislav Khitrov som Melnitskij